# Gil J. Puyat

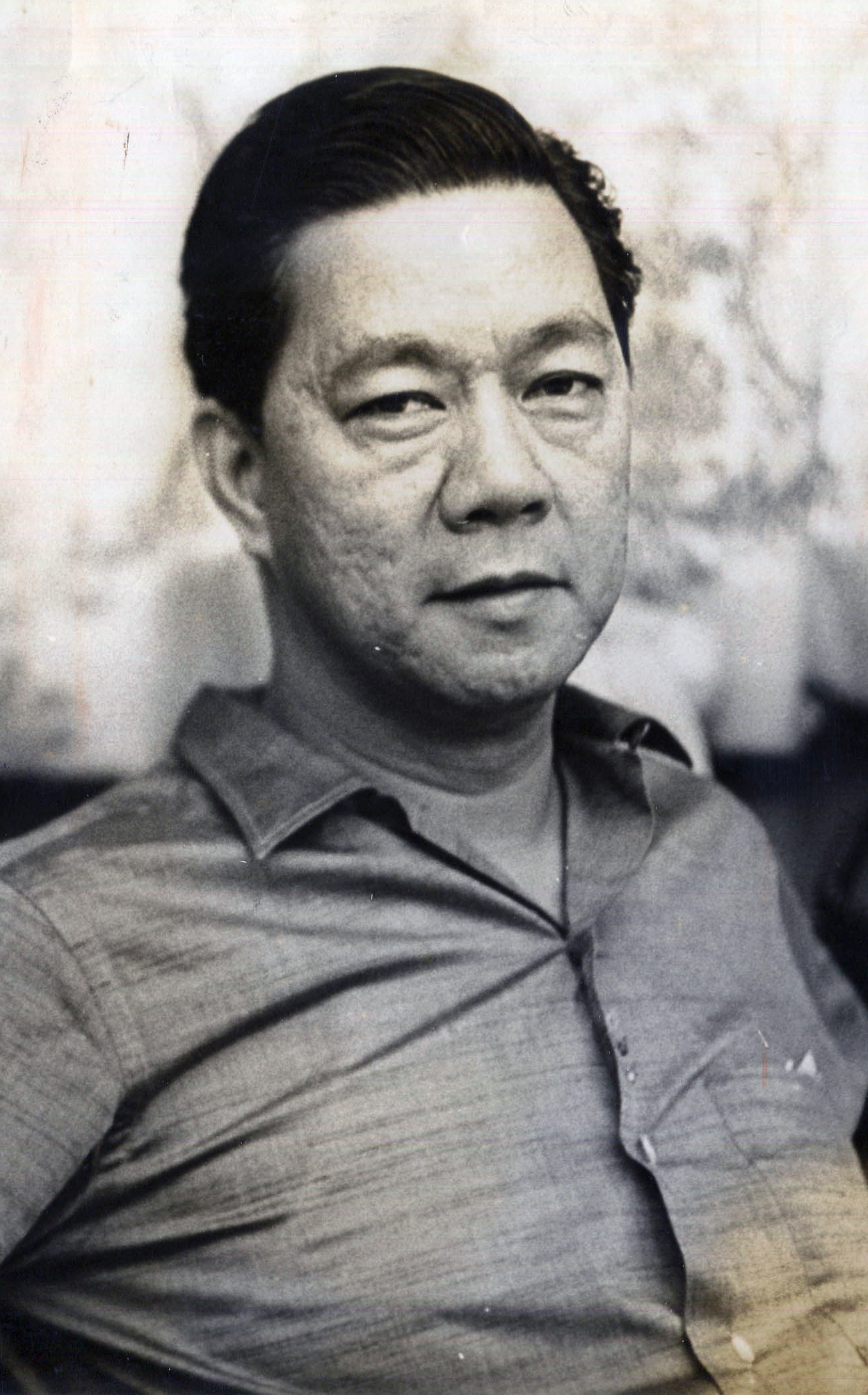
Gil J. Puyat

Gil J. Puyat (* 1. September 1907; † 22. März 1981) war ein philippinischer Hochschullehrer, Politiker und Unternehmer.

## Biografie
Der Sohn von Don Gonzalo Puyat, einem der ersten philippinischen Großunternehmer, studierte nach dem Schulbesuch Wirtschaftswissenschaft an der University of the Philippines und erwarb daneben im väterlichen Unternehmen Erfahrungen bei Finanzoperationen, Kapital, Produktion und Arbeitsmanagement.
Nach dem Studium wurde er später selbst Professor für Ökonomie an der University of the Philippines und zur gleichen Zeit auch Mitglied des Rotary Club of Manila.
Sein unternehmerischer Scharfsinn und seine Voraussicht bei der Leitung der Familienunternehmen erzielten die Aufmerksamkeit des damaligen Präsidenten Manuel Quezon während einer Zeit als das Land überwiegend landwirtschaftlich geprägt war und Quezon für eine Industrialisierung eintrat. 1940 wurde Puyat daher von Präsident Quezon im Alter von gerade 33 Jahren zum Dekan der Fakultät für Betriebswirtschaftslehre (College of Business Administration) der University of the Philippines ernannt und damit zum jüngsten Dekan der UP aller Zeiten. 
Für seine wirtschaftlichen Forschungen und seine Lehrtätigkeit wurde er mehrfach in dieser Zeit ausgezeichnet. Die Business Writers’ Association of the Philippines ernannten ihn zum Business Leader of the Year 1948 und die Association of Red Feather Agencies wählten ihn zum Civic Leader of the Year 1949. Daneben erhielt er 1953 die Plakette der Community Chest of Greater Manila für seine herausragenden Dienste als Gründer, erster Präsident und erster Vorsitzender dieser Gesellschaft. Das philippinische Institut für öffentliche Meinung (PIPO) verlieh ihm das Ehrenzertifikat für seine Führungskraft in Unternehmen, Wirtschaft, Zivilgesellschaft und Politik und für seine herausgehobenen Verdienste für die Jugend.
Im November 1951 wurde er zum Mitglied des Senats gewählt und gehörte diesem bis zu dessen Auflösung nach der Verhängung des Kriegsrechts durch Präsident Ferdinand Marcos im Jahr 1973 an. Zuletzt war er von 1968 bis 1973 auch Präsident des Senats.